# 杉原長房
杉原長房（日语：／ Sugihara Nagafusa；1574年—1629年2月26日），是日本戰國時代至江戶時代初期的大名，但馬國豐岡藩初代藩主。

## 生平
杉原長房出生於天正2年（1574年），是豐臣秀吉家臣杉原家次的長男，以輩分來說是秀吉正室高台院的從兄弟，妻子則是五奉行中淺野長政的女兒。天正12年（1584年）、父親家次過世後繼為家督。
天正20年（1592年）豐臣秀吉出兵朝鮮時，於肥前名護屋城在陣。文祿5年（1596年），十被秀吉移封至豐後國木付城。慶長3年（1598年）又移封到但馬國豐岡城。
慶長5年（1600年）的關原之戰，雖然杉原長房加入西軍，參與進攻細川藤孝所駐守的丹後田邊城，但在戰後因為正室是淺野長政之女，加上又是高台院（北政所）的從兄弟，並未被追究責任，所領獲得安堵。
杉原長房於寬永6年（1629年）過世，享年56歳，領地由長男重長繼承。

## 外部連結
- 杉原氏 （页面存档备份，存于）